# Marinella Senatore

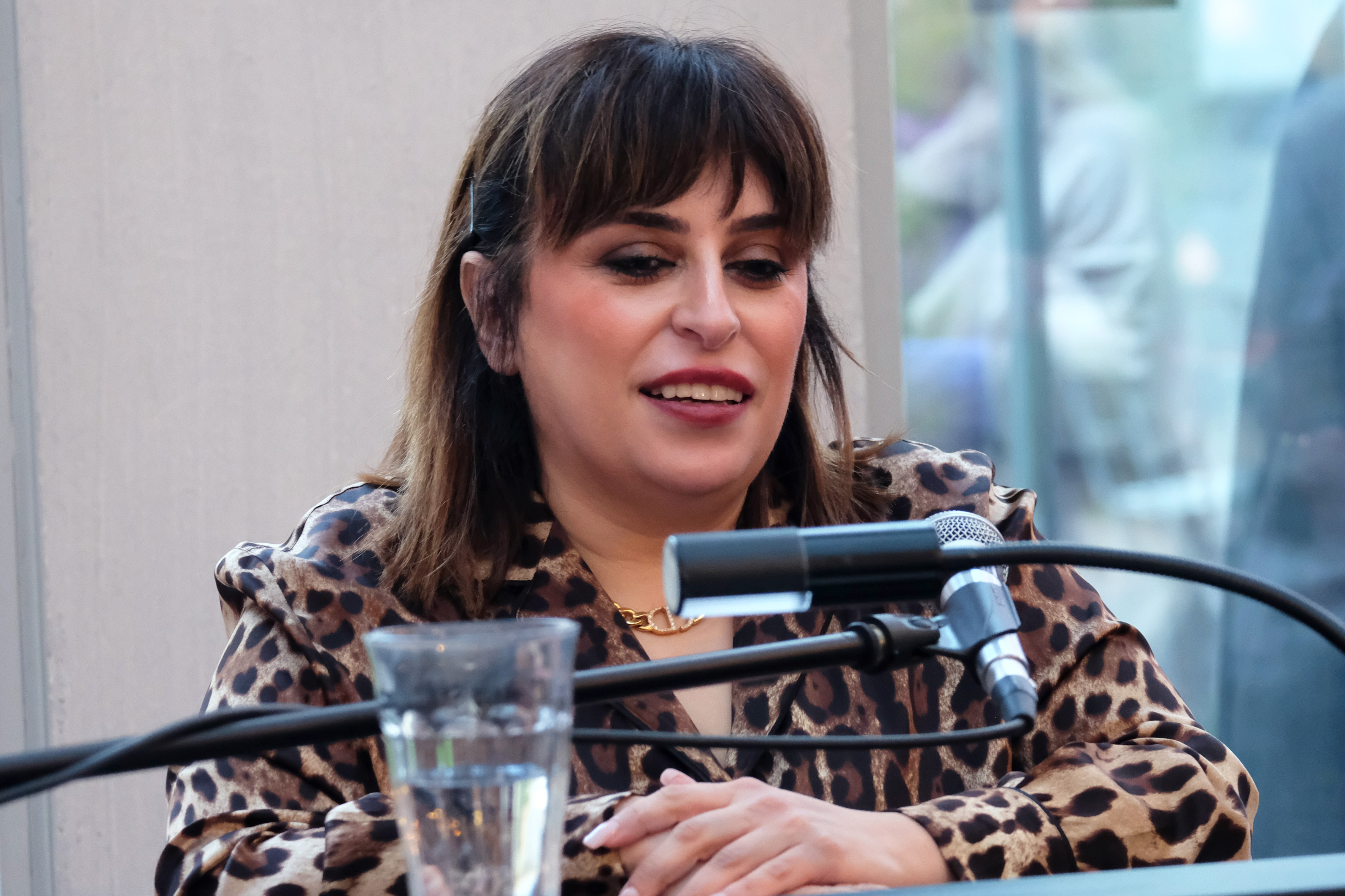
Marinella Senatore während der Ausstellungseröffnung von „We Rise by Lifting Others“, Museum Villa Stuck (2023)

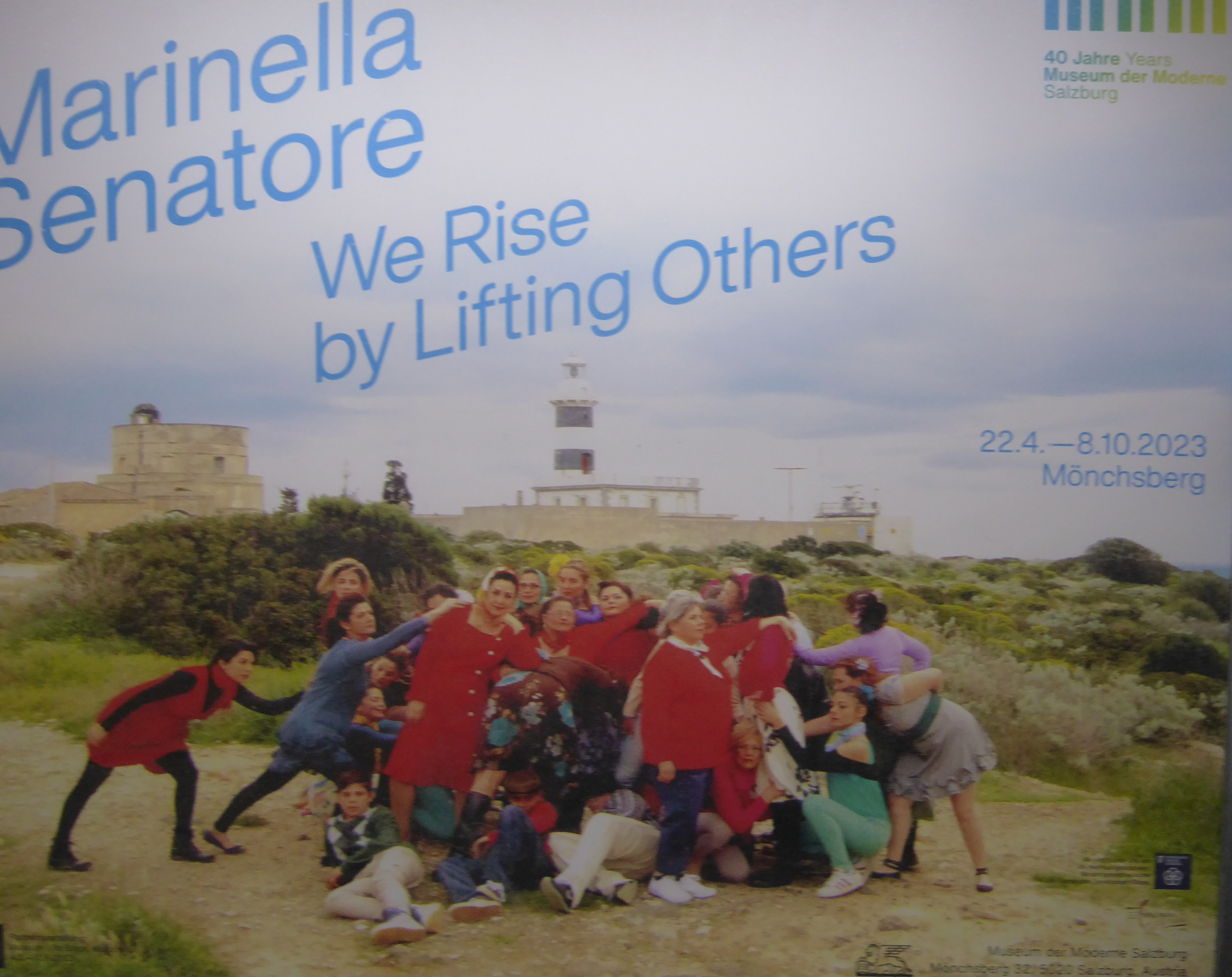
Plakat „We Rise By Lifting Others“, Salzburg 2023

Marinella Senatore (* 1977 in Cava de’ Tirreni) ist eine italienische bildende Künstlerin, Aktivistin und Protagonistin für eine weltweite Bewegung, die sich sozialer Teilnahme und Zusammenarbeit verpflichtet fühlt.

## Leben
In jungen Jahren besuchte sie das Conservatorio Domenico Cimarosa in Avellino und erlernte dort Violine. Zwischen 1994 und 1998 studierte sie Kunstwissenschaft an der Accademia delle Belle Arti in Neapel. Von 1999 bis 2002 studierte sie Kinematographie am Centro Sperimentale di Cinematografia in Rom. Seit 2006 unterrichtet sie an der Universität Kastilien-La Mancha, der Universität Complutense Madrid, der Nouva Accademia di Belle Arti (NABA) in Mailand und weiteren Institutionen. Derzeit (2022/23) lebt sie zwischen London und Rom.

## Künstlerisches Werk
Senatores Werk umfasst Lichtskulpturen (Luminaire and neon, Remember the First Time You Saw Your Name), Soundkompositionen, Malereien/Zeichnungen (Make it shine), kleine Skulpturen, Installationen (Protest Bike, The word community feels good), Aktionen (The School of Narrative Dance), textile Arbeiten (Banners), Zeichnungen, Collagen (Can one lead a good life in bad life?, t’s time to go back to street), Fotografien, Videos (NUI SIMU (That’s us), How u kill the chemist) und Filme (speak easy).
2012 gründete sie The Schools of Narrative Dance, bei der sie die Möglichkeiten einer „partizipativen Kunst“ im Rahmen einer „nicht-hierarchischen, reisenden und freien Schule“ entwickelt. Diese „Schule“ besteht aus Workshops, die sich um Musik, Tanz, Parkour, Storytelling, u. a. m. drehen. Die Künstlerin tritt dabei in eine Auseinandersetzung mit Menschen mit unterschiedlichen Erfahrungen und Fähigkeiten, die Lust haben zu performen, zu tanzen, zu singen und zu inszenieren, sie aktiviert Menschen, die sich auf einen Prozess des choreographischen Erzählens einlassen wollen und die sich in nicht-hierarchischen Lernprozessen mit Worten und Körpern gegenseitig etwas beibringen können. Zu dieser Schools of Narrative Dance wurde die Künstlerin von einer Reihe von Städten und Institutionen eingeladen: Palais de Tokyo, Paris 2022; Taak, Amsterdam 2021; Magazzino Italian Art, New York 2019; Mannheim 2018; Manifesta 12, Palermo 2018; Centre Georges-Pompidou, Paris 2017; Faena Forum, Miami 2016; Biennale di Venezia, Venedig 2015; Festival of Regions, Ebensee 2015; MAXXI – Museo nazionale delle arti del XXI secolo, Rom 2014. Auch den Höhepunkt der Ausstellung in Salzburg bildet eine Parade am 24. Juni 2023, die mit der lokalen Bevölkerung entwickelt wird und die ein Fest der Gemeinschaftlichkeit mit Tanz, Musik, Gesang sowie anderen Performances sein soll. In München ist ein ähnlicher Aufzug am 23. Juli 2023 geplant.

## Ausstellungen
- 2011: Museum of Contemporary Art of Rome[6]
- 2012: Künstlerhaus Bethanien, Berlin, D[7]
- 2012: Matadero, Madrid, ES[8]
- 2012: ViaFarini, Milan, IT[9]
- 2013: Nomas Foundation/Teatro Valle occupato, Rome, IT
- 2013: Castello di Rivoli[10] (Turin)
- 2013: Musei Civici, Cagliari, IT[11]
- 2014: The School of Narrative Dance, Israel, Petach Tikva Museum of Art, IL[12]
- 2014: Estman Radio, INSITU, Berlin, D[13]
- 2014: Kunsthalle St. Gallen, Schweiz[14]
- 2014: Museum of Contemporary Art, Santa Barbara, US[15]
- 2021: Steirischer Herbst[16]
- 2022: Kurhaus Baden-Baden[17]
- 2023: We Rise by Lifting Others. Partnerausstellungen Museum der Moderne Salzburg[18] und Museum Villa Stuck in München[19][20]

## Auszeichnungen
- 2014: MAXXI and AMACI Prize
- 2017: Art Grant – The foundation of Arts and Music for Dresden[21]
- 2021: ACACIA Prize
- 2021: Cantanica21, Italian Contemporary Art Everywhere Prize
- Cinello Unlimited Prize
- Italian Council Award (4th and 7th edition)
- Evelyn Commission from the York Museum Trust